# Дин Мартин
Ди́но Пол Кроче́тти (Dino Paul Crocetti; 7 июня 1917 года, Стьюбенвилл, Огайо, США — 25 декабря 1995 года, Беверли-Хиллз, Калифорния, США), артистический псевдоним — Дин Ма́ртин (англ. Dean Martin) — американский эстрадно-джазовый певец (крунер) и актёр итальянского происхождения. В 1950-е годы Мартин неоднократно возглавлял американский чарт продаж. Вместе с Фрэнком Синатрой и Сэмми Дэвисом входил в «Крысиную стаю». Сотрудничество с Фрэнком Синатрой и Сэмми Дэвисом-младшим вывело Дина Мартина в ряды самых популярных и по-настоящему народных артистов Америки.
Мартин, исполнивший за время своей карьеры множество свинговых хитов и джазовых стандартов, был одним из наиболее типичных последователей Бинга Кросби, обладая похожим на Кросби тембром голоса и наследуя ему многими чертами своей исполнительской манеры. Тем не менее Элвис Пресли находил стиль Мартина более «прохладным», считая певца королём «подлинного» кул-джаза, а обозреватель еженедельного американского журнала «Newsweek» отметил, что Мартин имел свой индивидуальный стиль, подчеркнув, что его «наплевательское отношение к публике вызывало любовь большинства поклонников его творчества». Этой точки зрения придерживался известный американский актёр Энтони Куинн. В интервью для журнала «Time» Куинн сказал: «Все мы изведены возложенными на нас обязательствами. Мы неизменно следуем правилам. Дино — это тот парень, которым бы втайне хотел быть каждый из нас. Это человек, который может вести себя свободно, напиваться и язвить, не неся за это никакой ответственности».
Дин Мартин был совершенным эстрадным артистом. Со свойственной ему прямотой, он объяснил однажды: «Когда я пою песни о любви, я пою так, чтобы понравиться не женщине, а тому мужчине, с которым она пришла, потому что платит мне именно он». На счету Дина Мартина более ста картин, среди них «Рио Браво» (1959), «Одиннадцать друзей Оушена» (1960). Его музыкальная карьера стала развиваться после знакомства с Фрэнком Синатрой (1943), в дуэте с которым Дин исполнил много своих знаменитых хитов: «Love Me, Love Me», «Memories Are Made of This», «Innamorata» и др. 22 февраля 2010 года на Голливудской аллее славы была установлена звезда Дина Мартина. Церемония состоялась в казино «Фламинго».

## Биография

### Ранние годы: 1917—1946
Дин Мартин родился 7 июня 1917 года в Стьюбенвилле (штат Огайо, США), в семье итальянских иммигрантов Гаэтано и Анджелы Крочетти (девичья фамилия — Барра). Его отец был родом из Абруццо, а мать — неаполитанка, наполовину сицилийского происхождения. Дин с детства был очень предприимчивым и работящим и, как мог, помогал родителям. В начале 1920-х в Стюбенвилле наблюдался высокий рост преступности, из-за чего жители прозвали город «маленьким Чикаго» (англ. Little Chicago). Как следствие, Мартин не мог противостоять дурному влиянию.
В юности Мартин жил по соседству с «Сэмми» Дэвисом-младшим, Джимми Греком, в будущем — известным спортивным комментатором и букмекером Джимми Снайдером. Мартин был младшим, вторым ребёнком в семье. Брата Дина звали Билл. Мартин говорил только по-итальянски, пока в возрасте 5 лет не пошёл в школу. Уже будучи знаменитым певцом и актёром, Мартин признавался, что всегда стыдился своего происхождения и незнания английского языка. В интервью для журнала «Look» Дин сказал: «Итальянцы очень талантливы. Возьмите биографии современных певцов и увидите, что 90 % из них — итальянцы… И всё, потому что они поют сердцем, а не горлом. Любой может петь горлом, но, если вы так делаете, значит, вы просто произносите слова». Критики никогда не осуждали Мартина за то, что артист пел не горлом.
Подростком он начал играть на ударных инструментах и увлёкся музыкой. Ровесники насмехались над его неправильным английским, и Дин бросил школу за два года до выпуска. Предполагается, что именно там он получил большую часть своего образования, хотя официальная биография утверждает, что Мартин всё же окончил школу и получил аттестат о среднем образовании. В годы Великой депрессии Дино поставлял нелегальное спиртное между границами штата, продавал лотерейные билеты и заключал денежные пари. В те годы букмекерство приобрело огромную популярность в Соединённых Штатах. По прошествии времени Дино стал работать профессиональным крупье в одном из подпольных казино Стобенвила. Помимо этого Мартин тайно торговал спиртными напитками, сочинял необычные анекдоты, профессионально играл в блек-джек, работал на сталелитейном заводе и боксировал в полусреднем весе. В интервью для журнала «Houston Chronicle» друг детства Марио Камерленго сказал: «Он уже с детства был комиком. Помню, как он постоянно срывал уроки. Когда учитель говорил ему „Дино, выйди из кабинета“, он словно назло всем ударял меня по голове, убеждая окружающих, что инициатором драки был я».
В молодости Мартин профессионально занимался боксом, выступал на матчах, любил карточные игры. В возрасте 15 лет он стал боксёром, придумав себе прозвище «Парнишка крючок» (англ. Kid Crochet), а уже к 16 годам стал боксёром второго полусреднего веса с рекордом 25—11. На протяжении всей спортивной карьеры Дина преследовали различные травмы: травмированная губа, повреждённые суставы и сломанный нос. В 27 лет Мартин сделал операцию по ринопластике (пластика носа). Расходы на операцию оплатил известный американский комик Лу Костелло. В интервью Робу Паркеру для журнала «The Observer» Мартин рассказывал: «Я одержал победу над всеми, кроме своего одиннадцатого противника» (англ. I won all but eleven). На вопрос журналиста журнала «Look», сколько побед он одержал, Дин ответил: «Дюжину» (англ. a dozen). Официальная биография утверждает, что Дин принял участие в 36 поединках, одержав победу в 25 из них. В юности Мартин со своим приятелем Сонни Кингом, в будущем — известным певцом, часто устраивали любительские матчи, проходившие в частной квартире. Друзья продолжали борьбу до того момента, пока кто-то из них не отправлял своего соперника в нокаут. Каждый матч сопровождался почасовой оплатой, но, несмотря на это, Дин и Сонни удавалось собирать огромное количество зрителей. За каждый матч Дино зарабатывал от десяти долларов до двадцати пяти.
К двадцати годам Мартин оставил спортивную карьеру и посвятил себя выступлениям с местными музыкальными группами. После ухода из спорта взял себе псевдоним «Дино Мартини» (по имени известного тенора Метрополитен-оперы, Нино Мартини). Первое время Мартин выступал в оркестре под управлением Эрни Маккея в Кливленде. Он пел в напевающем стиле под влиянием Гарри Миллза («Mills Brothers»). Кроме того, Мартин выступал с местными музыкальными группами. В начале 1940-х годов 21-летний Дино начал выступать с оркестром Сэмми Уоткинса, который предложил ему изменить имя. Мартин с детства восторгался Голливудом и почти всё своё свободное время проводил в кинотеатрах Стюбенвилла. Большое влияние на будущего актёра оказал Бинг Кросби. В интервью для журнала «People» Дин рассказывал:

Когда в кинотеатре показывали фильмы с участием Бинга Кросби, я мог смотреть их целыми днями. Именно так я научился петь, ведь я действительно не умел читать ноты. Всему этому я научился у Кросби. Так делали Фрэнк Синатра и Перри Комо. Все мы так или иначе подражали ему; он был учителем для всех нас.— Дин Мартин
В 1941 году Мартин женился на Элизабет Энн Макдональд. Брак закончился разводом в 1949 (Бетти страдала алкоголизмом), но за это время у них родились четверо детей. Всё это время Мартин работал над собственным стилем, отрабатывая внешний вид и индивидуальность. В 1943 году Мартин переехал в Нью-Йорк, начав выступать в престижном ночном клубе «Riobamba», где познакомился с Фрэнком Синатрой. В 1944 году во время Второй мировой войны Дин стал ведущим собственной радиопередачи «Песни Дина Мартина» продолжительностью 15 минут. В каждом выпуске программы Дин исполнял 4 песни. В конце 1944 года Мартин ушёл в армию в Акрон (штат Огайо), но вскоре был демобилизован как непригодный к службе по состоянию здоровья (с диагнозом двойная грыжа). Об этом пишет в своей автобиографии Джерри Льюис. К 1946 году Дин был уже довольно известным певцом, много выступал и гастролировал, подражая стилю Бинга Кросби, но о такой необычайной популярности, как у Синатры, речь не шла. К концу 1940-х Дин Мартин привлёк внимание голливудских продюсеров, снялся в нескольких фильмах, но активно сниматься начал только в начале 1950-х, делая по несколько картин в год.

### Сотрудничество с Джерри Льюисом: 1946—1956
В 1946 году Мартин выпустил свой первый сингл «Which Way Did My Heart Go?». В том же году во время гастролей в Атлантик-Сити Дин Мартин познакомился с известным эстрадным комиком — Джерри Льюисом. Объединившись в единый дуэт, с 1948 года они заключают контракт с компанией «Парамаунт», исполняют песни и играют роли в кино. Только за несколько месяцев работы доходы Мартин и Льюиса повысились от 350 до 5000 долларов в неделю, и уже к концу 1940-х они завоевали популярность во всей стране. В скором времени у дуэта появилось множество подражателей, копировавших образ актёров. Одним из таких подражателей стал дуэт «The Organ Grinder and the Monkey». Официальный дебют Мартина и Льюиса состоялся в клубе «500» 24 июля 1946 года в Атлантик-Сити. Владелец клуба Пол Д’Амато из Атлантик-сити по прозвищу Скинни (с англ. — «тощий») заранее предупредил Джерри и Дина о том, что в случае неудачного выступления во второй раз, они оба будут уволены. Роль Пола Д’Амато в Лодже, согласно мнению главного юрисконсульта комитета конгресса по расследованию политических убийств, состояла в том, чтобы защищать интересы главы чикагской мафии Сэма Джанканы. Ожидая своего выхода за кулисами, Льюис и Мартин решили выступить перед публикой без соответствующей репетиционной подготовки. Оба были уверены, что их выступление закончится «провалом». Они составили необычный дуэт серьёзного певца и глупого официанта, который попадает в разные истории. На сцене актёры спокойно меняли текст и отпускали шутки, которые им приходили в голову. Шоу снискало успех у американской и западноевропейской публики. Этот успех позволил Джерри и Дину провести серию концертов в Копакабане (Нью-Йорк). Как отметили зрители, выступление артистов поразило собравшихся прежде всего потому, что Льюис постоянно прерывал и перебивал Мартина, когда Дин начинал петь.
После выступления в клубе «500», Мартин подписал контракт с малоизвестным лейблом «Diamond Records». В четверг 11 июля 1946 года Дин записал четыре песни, ставшие первыми в его музыкальной карьере. На телевидении Дин и Джерри впервые выступили на телеканале «Си-Би-Эс» 20 июня 1948 в программе «Городской тост» (в 1955 году программа была переименована в Шоу Эда Салливана). В программе приняли участие Эд Салливан, Ричард Роджерс и Оскар II Хаммерстайн. Цикл радиопередач начался в 1949 году. В 1950 году Джерри и Дин становятся ведущими собственной концертной программы в популярном телешоу «Час комедии с Колгейт» (англ. Colgate Comedy Hour), которая продолжалась до 1955 года. Обязанности менеджера Джерри и Дина исполнил Эбби Грешлер. Именно Грешлер выступил инициатором одной из наиболее успешных сделок, совершённых за всю историю существования дуэта. Благодаря ей Дин и Джерри заработали 75 000 долларов, что позволило им основать собственную компанию «York Productions». Джерри и Дин осуществляли полный контроль над клубом, радио- и телевизионными проектами. За время совместной работы они вместе сыграли в шестнадцати кинокомедиях. В 1949 году они уже гастролировали по всей стране, заключили контракт с кинокомпанией «Парамаунт», сыграв в комедии «Моя подруга Ирма», и выступали со своими номерами на радио. Со временем они стали зарабатывать миллионы. Дуэт Мартина и Льюиса пользовался большой популярностью в Америке в начале 1950-х. В 1953 году Джерри и Дин стали ведущими радиопрограммы «Чайница» (англ. The Caddy), где Мартин проявил себя как певец. Одна из песен, исполненных Мартином в программе — «That’s Amore» — номинировалась на премию «Оскар» в категории «Лучшая песня к фильму». Песня стала первым настоящим хитом Дина за семь лет, однако сам Дин открыто ненавидел эту песню.
Первоначально они выступали со своими юмористическими номерами в ночных клубах, далее последовала передача на радио, затем собственное телевизионное шоу, а итогом стала серия комедийных кинофильмов на студии «Paramount Pictures». На фоне успеха этого комического дуэта издательство «DC Comics» выпустило серию комиксов под названием «Приключения Дина Мартина и Джерри Льюиса». Однако со временем роль Дина Мартина в дуэте стала заметно снижаться. Льюис считался главной движущей силой дуэта, а Мартин постепенно начал чувствовать себя на вторых ролях. Неудовлетворённость таким состоянием дел нарастала, и летом 1956 дуэт прекратил своё существование. Несмотря на это, Льюис и Мартин оставались очень популярными в шоу-бизнесе, продолжив уже выступления сольно. В дальнейшем они долгое время отказывались комментировать свой разрыв и не появлялись на публике вместе. Вновь вдвоём их увидели лишь в 1976 году на одном из телемарафонов, а окончательно бывшие коллеги примирились лишь в конце 1980-х после гибели сына Дина Мартина.
Джерри Льюис стал продюсером, режиссёром, одновременно актёром, Дин стал самостоятельным артистом. Самой значительной работой Льюиса стала кинолента «Чокнутый профессор» (1963) — комический вариант романа Роберта Стивенсона о докторе Джекилле и мистере Хайде. В результате падения популярности в 1970-е годы Джерри Льюис перестал сниматься. Критики отмечают, что Дин Мартин был лучшим партнёром, с которым сотрудничал Льюис. Учитывая тот факт, что Льюис был талантливым артистом, он мог преуспеть с любым комиком. По отзывам современников, Льюис всегда акцентировал особое внимание на работе Мартина, отмечая при этом, что номер никогда не имел бы успеха без участия в нём Дина. Так, например, в телевизионном шоу «Дин и я», Льюис называет Мартина одним из величайших комиков всех времён. В интервью журналу «Look» Мартин признавался:

Как только Джерри делал что-то смешное, камера тут же направлялась на него и только потом на меня, когда мой номер уже закончился. Всё крутилось вокруг Джерри Льюиса, а я был на вторых ролях. Я каждый раз чувствовал себя идиотом, даже несмотря на то, что при всё этом зарабатывал кучу денег. Но я всегда знал, что деньги — это ещё не всё и был уверен, что способен на большее. И я доказал это. Ни обществу, ни стране или миру. Самому себе.— Дин Мартин
В 1956 году было официально объявлено о распаде дуэта. Дуэт американцев Джерри Льюиса и Дина Мартина распался по инициативе Льюиса, который был намерен продолжить карьеру с другим партнёром. По отзывам коллег, в последние годы работы у Дина и Джерри часто возникали серьёзные разногласия. Отношения между ними окончательно разладились, когда Мартин заявил Джерри, что тот всегда был для него «ничем другим, кроме знака доллара» (англ. nothing to me but a dollar sign), а Джерри в разговоре с Питером Богдановичем заявил, что «некие люди» (англ. outside people) «натравливают» Мартина против Джерри. После распада дуэта для Дина настали сложные времена. Публика не хотела верить в распад дуэта и тем более в самостоятельность Дина. Дебютный фильм Мартина «Десять тысяч спален», премьера которого состоялась в апреле 1957 года, потерпел кассовый провал. После выхода фильма критик газеты «Нью-Йорк Таймс» Босли Кроутер отметил: «Без Льюиса Мартин стал очередным внешне привлекательным крунером… Вместе с Джерри они создавали единую сбалансированную команду, в которой каждый занимался тем, что умеет делать лучше всего. Дин Мартин — это человек с хорошим чувством юмора и обаянием». Дальнейшие годы доказали, что критика Кроутера ошибочна, поскольку Мартин преуспел в качестве самостоятельного эстрадного артиста.
После распада дуэта Дин Мартин по-прежнему оставался востребованным артистом. Однако в связи со стремительным развитием нового музыкального стиля — рок-н-ролла, карьера эстрадного певца резко пошла на спад. Существовало опасение, что дальнейшая творческая деятельность Мартина ограничится выступлениями в ночных клубах, а сам Мартин останется известен в мире кинематографа исключительно как бывший партнёр Льюиса. После распада Льюис сохранил свою популярность, благодаря ролям в фильмах. Позднее в одном интервью журналисты отметили многочисленные достижения Мартина, включая золотой альбом «Everybody Loves Somebody», потеснивший группу «Битлз» с вершин хит-парадов, разнообразные роли в кино и весьма успешное телевизионное шоу. «Всё-таки я сделал Джерри», — признавался в частном интервью Мартин.

### Сольная карьера: 1957—1980
Мартин никогда не стремился начать карьеру профессионального актёра, несмотря на высокие гонорары за свои главные роли и новые контракты. Одну из своих первых главных ролей, Мартин сыграл в военной драме — «Молодые львы» (1957). В экранизации «Молодых львов» в главных ролях заняты трое самых знаковых и известных актёров конца пятидесятых — Марлон Брандо, Дин Мартин и Монтгомери Клифт. Мартин сыграл бродвейского певца Майкла Уайтэкера. Первоначально роль Дина Мартина должен был сыграть актёр Тони Рэндалл. Единственное из актёрских агентств, MCA, опасалось, что участие в картине начинающего актёра может стать серьёзной угрозой для студии. На экран этот фильм вышел в 1958 году, и именно эта роль принесла актёру всеобщую известность. За съёмки в фильме Мартин получил гонорар в размере 35 тысяч долларов. Известно, что именно после фильма «Молодые львы» Дин и Монтгомери Клифт стали близким друзьями. Мартин всегда был благодарен за помощь, которую оказал ему Клифт во время съёмок. Когда к концу 1950-х Клифт пристрастился к болеутоляющим и алкоголю, Дин продолжал оставаться его другом.
Через год Мартин впервые сыграл главную роль с Фрэнком Синатрой в картине «И подбежали они» (1958), снятой по одноимённому бестселлеру Джеймса Джонса. После выхода этого фильма Мартин вошёл в состав Крысиной стаи. В 1960 году Мартин принял участие в съёмках художественного фильма Винсента Миннелли «Звонят колокола», где его партнёршей по фильму стала Джуди Холидей. После съёмок режиссёр Винсент Миннели в интервью для журнала «Time» сказал: «Дин скорее умрёт, чем заставит вас поверить, что его что-то заботит. Несмотря на своё внешнее безразличие, он всегда питал интерес к происходящему, но окружающие почему-то думали, что это последствия похмелья». В апреле 1962 года Дин получил приглашение на съёмки фильма киностудии 20th Century Fox — «Что-то должно случиться». Незадолго до съёмок компания 20th Century Fox уволила Мэрилин Монро из актёрского состава фильма «Что-то должно случиться» за большое количество «прогулов». Актриса часто не являлась на площадку, чем срывала съёмки. Согласно статье в The New York Times, Мэрилин утверждала, что пропускала рабочие дни из-за болезни. Режиссёр отказался снимать фильм без неё, и окончание работы было отложено на неопределённое время. Предполагалось, что роль Мэрилин сыграет актриса Ли Ремик. На защиту интересов Мэрилин тогда встал Дин Мартин. Актёр отказался сниматься в фильме без участия в нём Монро, так как согласно контракту эту роль должна была сыграть звезда второй величины. Во многом благодаря усилиям Дина, Монро продолжила съёмки. Работа над фильмом не была завершена, и фильм был снят заново с другими актёрами.
В 1964 году Мартин снялся в комедии Билли Уайлдера «Поцелуй меня, глупенький», сыграв эстрадного певца по прозвищу «Дино». К середине 1960-х он считался одной из главных звёзд голливудского кинематографа. Дин Мартин был разноплановым актёром и с одинаковым успехом снимался в комедиях, вестернах, мюзиклах, военных драмах и семейных телесериалах. Среди его работ — фильмы «Рио Браво», «Молодые львы», «Одиннадцать друзей Оушена», «Сыновья Кэти Элдер», «Аэропорт» и ещё шесть десятков ролей. За фильм «Аэропорт» (1970) Дин получил 7 000 000 долларов (ставка доходности с учётом инфляции превышает гонорар актрисы Джулии Робертс, получившей 20 000 000 долларов за съёмки в фильме 2000 года «Эрин Брокович»). Более 30 лет Дин Мартин был одним из самых популярных артистов Лас-Вегаса. Мартин пел и был одним из самых успешных комиков, с пользой применяя всё то, чему научился в эпоху своих выступлений с Джерри Льюисом. Его дочь от второго брака Гэйл тоже пела в Лас-Вегасе, а также в его телевизионном шоу, иногда вела их вместе с отцом. Несмотря на то, что многие считали его дамским угодником, большую часть времени он проводил с семьёй. Его вторая жена Джинн рассказывала: «К ужину он всегда был дома» (англ. He was home every night for dinner). Сам же Мартин шутил на этот счёт: «Самые распространённые фразы в моём доме — это «привет», «пока» и «я беременна».
На сцене Мартин подражал имиджу Гарри Милза (из джаз-квартета The Mills Brothers), Бинга Кросби и Перри Комо, а с течением времени создал собственный стиль, появившийся в период работы с Фрэнком Синатрой. В этот период Дин создал новый публичный имидж. Интересно, что Дин Мартин, как и Синатра с детства любил петь, хотя специального музыкального образования у него не было. Ближе к 1960-м годам сотрудничество с Фрэнком Синатрой дало Мартину возможность показать себя в качестве певца, а такие песни, как If, You Belong To Me, Love Me, Love Me, That’s Amore, I’d Cry Like Baby, Sway, Memories Are Made Of This, Innamorata, Angel Baby, Dream A little Dream Of Me и другие, сделали певца известной личностью и исполнителем XX века. Как и Синатра, он не умел читать ноты, но записал при этом более 600 песен и 100 альбомов (11 из них имели золотой статус). В 1964 году его хит Everybody Loves Somebody вытеснил с первого места в хит-параде США песню группы The Beatles A Hard Day’s Night. А песня „Ain't That a Kick in the Head?“ (Сэмми Кан/Джимми Ван Хэйсен), исполненная Мартином в фильме Одиннадцать друзей Оушена, хотя и не стала в те годы хитом, в начале 90-х получила отклик в прессе и поп-культуре и вошла в саундтреки таких блокбастеров, как «Бронксская повесть» (1993) и «Поспешишь, людей насмешишь» (1997).
По словам автора газеты «Newsweek» Карена Шемера, старший сын Дина Мартина от второго брака, Пол (музыкант группы Dino, Desi & Billy) гордился успехами отца и даже конкурировал с ним в британских хит-парадах. Так что конкуренция отца и сына всегда была достаточно жёсткой. Однажды Мартин заявил Полу: «Я намерен вытеснить твоих уродливых ягнят со строчек хит-парадов» (англ. I’m gonna knock your little pallies off the charts). Элвис Пресли говорил, что на него повлияло творчество Мартина, и свою знаменитую песню Love Me Tender он записал в его стиле. На Мартина, как и на Пресли, большое влияние оказала музыка в стиле кантри. Последовавшие синглы Дина также имели успех в хит-парадах: The Door is Still Open to My Heart (1964 год, США — 6-е место), I Will (1965 год, США — 10-е место), Houston (1965 год, США — 21-е место) и Send Me the Pillow You Dream On (1965 год, США — 22-е место). Несмотря на то, что в дискографии Мартина было почти 40 синглов, вошедших в хит-парад «Биллборд» в период с 1951 по 1968 год, только три из них заняли лидирующую позицию — That’s Amore (Capitol: 1953), Memories Are Made of Thi» (Capitol: 1956) и Everybody Loves Somebody» (Reprise: 1964). К 1965 году Мартин записал четыре альбома (Dean „Tex“ Martin, The Hit Sound Of Dean Martin», Welcome to My World и Gentle on My Mind), в которые вошли песни в стиле кантри, ранее записанные такими известными музыкантами, как Джонни Кэш, Доллар Оуэнс и Джон Хартворд. В 1966 году в шоу-программу Дина Мартина были приглашены кантри-исполнители; в том же году Ассоциация кантри-музыки США присудили Мартину звание «Человека года».

### Крысиная стая
Изначально прозвище «Крысиная стая» обозначало группу, созданную Хамфри Богартом и его друзьями. Джуди Гарленд была вице-президентом, а агент Свифти Лазар — секретарём. Сам Богарт занимался связями с общественностью. В группу также входили Дэвид Нивен, ресторатор Майк Романофф, композитор Джимми Ван Хёзен. В их уставе декларировалось: «Облегчение скуки и защита независимости. Восхищение самими собой и безразличие к другим». Известный американский актёр Уильям Холден находил их поведение скандальным.
С начала 1944 года у Дина сложились тесные дружеские отношения с Фрэнком Синатрой. Известно, что после знакомства с Фрэнком, Мартин покинул Capitol Records и перешёл на лейбл Reprise Records, принадлежавшем Фрэнку Синатре. В интервью для журнала Los Angeles Times Синатра сказал: «Дин был для меня практически братом — не кровным, а выбранным». После смерти Богарта состав команды изменился. Бэколл стала жить с Синатрой, группа пополнилась Дином Мартином и Сэмми Дэвисом, а также актёрами Джои Бишопом и Питером Лоуфордом. В начале 1960-х годов лидерами крысиной стаи стали Фрэнк Синатра, Дин Мартин, Сэмми Дэвис. Они часто выступали в клубах Лас-Вегаса и на телевидении с импровизированными комическими и музыкальными номерами.
История рассказывает о том, как однажды, когда Синатра, Мартин и Дэвис утром после шумной вечеринки разъезжались по домам, их увидела жена одного из них, Хамфри Богарта, — актриса Лорен Бэколл. Посмотрев на них, она воскликнула: «Вы выглядите, как чёртова крысиная стая!» (англ. You look like a goddamn rat pack). С тех пор компания друзей, в которую помимо Фрэнка Синатры и Хамфри Богарта входили Дин Мартин, Джуди Гарленд, Сэмми Дэвис-младший, Бинг Кросби и другие голливудские знаменитости, именовала себя «Крысиной стаей». И хотя Синатра предпочитал, чтобы официально они назывались «Клан» (англ. Clan) или «Верхушка» (англ. The Summit), именно название «Крысиная стая» вошло в историю. Членов команды помимо совместного отдыха объединяла и совместная работа. У них были свои пароли, свой закодированный язык. «Птичка», например, означала половой член. «Большой Б» — Бог. «Горючее» — популярная марка виски «Jack Daniel's». «Тёлки», «куколки», «бабёшки» — девушки. «Небольшой хей-хей» означал «немного развлечься». Словом «Клайд» они обозначали Элвиса Пресли. «Клайд» — эквивалент пентюха, ничтожества, тупицы. Вскоре этот термин быстро распространился на всех, кто им не нравился.
Основным поприщем, на котором проявила себя «Крысиная стая», были музыка и кино. Фрэнк Синатра, например, начав свою карьеру, как певец в салуне, стал сниматься в кино практически сразу после того, как прославился как музыкант. Киноуспехам 1950-х Синатра был обязан одному из самых страшных событий своей жизни — временной потере голоса, которая заставила его отдать все силы кино, чтобы не кануть в неизвестность. На эти годы пришлись его лучшие роли в таких фильмах, как «Человек с золотой рукой» (1955, номинация на «Оскар») и «Неожиданно» (1954). Позднее голос к певцу вернулся, и Синатра снова сконцентрировался на музыкальной карьере, играя в кино лишь для удовольствия и дополнительных заработков. Многие из них снялись вместе с Синатрой, исполнившим главную роль в оригинальной версии «Одиннадцати друзей Оушена». Но более всего эта компания прославилась своими песенно-юмористическими шоу, а также активным участием в предвыборной кампании Джона Кеннеди. Известно, что молодой кандидат в президенты Джон Кеннеди обратился к Синатре за помощью в предвыборной кампании. Интересно, что сам Мартин был республиканцем. Друзья Синатры называли себя «крысами», но они действительно были друзьями, и на многое могли пойти ради успеха общего дела.
«Крысиная стая» прославились своими спектаклями в Лас-Вегасе, проходившими всегда при полном аншлаге. Накануне концертов люди спали в холле гостиницы или в машинах, в надежде попасть на их представление. Выступали они всегда в смокингах, пели соло, дуэтом и трио, сопровождая всё это шутками и смешными рассказами. Во многом благодаря этой троице — Синатра-Мартин-Дэвис — поднялся Лас-Вегас. В 1960 году Льюис Майлстоун снял членов «крысиной стаи» в фильме-ограблении «Одиннадцать друзей Оушена». Съёмки картины проходили в Лас-Вегасе в гостинице с игорным домом «Sands Hotel». Два года спустя они снялись в фильме — «Сержанты-3». В конце 1963 года во время съёмок третьего фильма «Робин и 7 гангстеров» с участием лидеров Крысиной стаи, стало известно об убийстве Кеннеди, а вскоре с началом американской войны во Вьетнаме и появлением движения за гражданские права чернокожих, Крысиная стая прекратила своё существование.
Крысиная стая была очень популярна в Лас-Вегасе. Об этом свидетельствуют различные напоминания о пребывании знаменитой команды деятелей американского шоу-бизнеса. Например, перед входом в гостиницу с игорным домом «Sands Hotel» заглавными буквами написаны слова «Дин Мартин — Может быть Фрэнк — Может быть Сэм» (с англ. — «Dean Martin — Maybe Frank — Maybe Samm»). На сегодняшний день сохранилось здание только одного казино, в котором выступала «Крысиная стая» — «Sahara». Лидеры Крысиной стаи всегда выступали в смокингах и шутили в основном на стандартные темы, рассказывая анекдоты или обсуждая в сатирических монологах национальные проблемы. Шутки артистов всегда отличались смелостью: комики часто шутили на темы политики, секса, расовых отношений. Часто предметом шуток становились сами участники Крысиной стаи: Фрэнк Синатра, Дин Мартин и Сэмми Дэвис. Дин с его мягким голосом подражал Кэри Гранту и Кларку Гейблу. Сэмми выбрал для себя Хамфри Богарта. Фрэнк был Джеймсом Кэгни. Дэвис, который был известен своей практикой занятий Иудаизмом, часто использовал на сцене еврейский язык Идиш. Этот приём пользовался большим успехом как у публики, так и у партнёров по сцене.
Творческая деятельность участников Крысиной стаи оказала существенное влияние на колониальную политику Америки в отношении чернокожего населения Африки и литературу. В середине восьмидесятых американская пресса сгруппировала под стягом «Brat Pack» (англ. «Банды сорванцов») целую когорту молодых писателей, среди которых выделялись Джон Макинери, Брет Истон Эллис и Тама Яновиц. Сэмми Дэвис как единственный темнокожий лидер команды, неоднократно сталкивался с расизмом. Как утверждает близкое окружение Сэмми, актёр неоднократно подвергался нападкам вместе с супругой, шведской актрисой Мэй Бритт. По этой причине Синатра и Мартин уверенно отказывались появляться в тех общественных местах, где запрещалось Дэвису. Тем самым артисты вынуждали городские казино приглашать в концертные программы и афроамериканских эстрадных исполнителей, а также осуществлять свободный вход чернокожим посетителям казино. Давняя подруга Мартина, актриса Дебби Рейнольдс, говорит: «Большинство простых людей мучались от того, что они не могли позволить себе и трети тех развлечений, которые были у Крысиной стаи».
В 1998 году режиссёр Роб Коэн снял одноимённый фильм о деятельности Крысиной стаи. Дина Мартина сыграл Джо Мантенья, роль Фрэнка Синатры исполнил Рэй Лиотта, роль Сэмми Дэвиса — Дон Чидл. Фильм основан на реальных событиях. В 2001 году Стивен Содерберг снял американскую трилогию, где на протяжении всех частей главные роли исполнили Джордж Клуни, Брэд Питт, Мэтт Деймон, Энди Гарсиа, Берни Мак, а также многие другие. В серию вошли фильмы «Одиннадцать друзей Оушена» (2001), являющийся ремейком одноимённого фильма 1960 года, а также «Двенадцать друзей Оушена» (2004) и «Тринадцать друзей Оушена» (2007).

### Связи с мафией
Майкл Фридленд, автор книги «Дин Мартин: Король дороги» утверждает, что Дин Мартин поддерживал деловые связи с различными главарями мафии. По утверждению Фридлэнда, помощь в начале сольной карьеры Мартину оказали участники «Чикагского синдиката» (англ. Chicago Outfit), владевшие несколькими питейными заведениями в городе. Позднее, когда Мартин получил известность, он принял участие в нескольких концертных шоу-программах, организованных участниками синдиката. В те годы преступный клан возглавляли Тони («Джо Баттерс») Аккардо и Сэм Джанкана. Автор книги заявляет, что Мартин не был настроен столь негативно по отношению к мафии и мог оказывать их главарям определённую поддержку только в случае собственной выгоды. Известно, что многие эстрадные артисты, выступавшие в Лас-Вегасе, поддерживали связи с гангстерами и повсеместно оказывали им радушный приём, исключая всякую причастность к деятельности организованного преступного сообщества.
Автор книги «Животное в Голливуде» Джон Л. Смит рассказывает историю продолжительных дружеских отношений Дина Мартина с двумя мафиозными лидерами Джоном Розелли и Энтони Фиато («Животное»). Автор книги заявляет, что Фиато неоднократно помогал Мартину в решении разных проблем, включая возврат денег бывшей супруге Мартина, Бетти, не получившей по вине мошенников алименты в размере тысячи долларов. Этот случай с певцом, приведённый в новой биографии является одним из нескольких, подтверждающих, что Мартина с представителями мафии связывали не только дружеские, но и деловые отношения.

### Работа на телевидении: 1960—1980
В 1965 году Мартин стал ведущим еженедельного комедийного шоу на телеканале «NBC» — «Шоу Дина Мартина» (англ. The Dean Martin Show). Программа выходила в эфир каждый четверг в 22:00 в течение 9 лет (в финальном сезоне — по пятницам). Мартин долгое время был профессиональным эстрадным крунером. Артист выбрал образ подвыпившего певца, проводящего время в обществе красивых молодых женщин. Интересно, что девушки, принимавшие участие в шоу-программе Дина, были участницами танцующей труппы «The Ding-a-Ling Sisters» (с англ. Сумасшедшие сёстры). В 1972 году их заменили «The Golddiggers» (с англ. Авантюристки). В одном из частных интервью Мартин заявил, что на сцене всегда придерживался иронически-пренебрежительной манеры поведения. В документальном фильме 1983 года «Вино, женщины и песни» (англ. Wine, Women and Song), Дин признаётся, что некоторые из своих номеров он предварительно записывал на аудиокассету. Несмотря на то, что артист почти никогда не репетировал текст своих выступлений, это никак не вредило успеху его сценических номеров. Свободный формат шоу позволял Мартину импровизировать. В зависимости от сюжета номера, артист мог произнести фразу на итальянском языке или употребить ругательное слово. Впоследствии это привело к возникновению разногласий между Мартином и цензорами телеканала «NBC», настаивавшими на критической проверке тематики шоу, а также к тому, что в студию был организован поток гневных писем от оскорблённых италоговорящих зрителей. Шоу-программа входила в «десятку лучших» телевизионных программ на американском телевидении и пользовалась большим успехом у телезрителей. Программа выходила в эфир на протяжении девяти лет. Популярность шоу была настолько высока, что Мартин подписал выгодный долгосрочный контракт на участие в своём шоу. Этот выдающийся успех эстрадного крунера позволил ему занять почётное место в Книге рекордов Гиннесса (11-й выпуск, 1972 год).
Режиссёром проекта был близкий друг Мартина Грег Гаррисон. Известно, что Гаррисон владел 50 процентами акций от шоу. Однако в настоящее время законность этой собственности является предметом судебного процесса, начатого по инициативе NBC Universal. Приглашёнными гостями телевизионного шоу становились актёры, музыкальные группы и известные публике эстрадные артисты. 13 января 1964 года в программе Дина Мартина дебютировала рок-группа «The Rolling Stones» во время своего первого визита в Америку. Музыканты были приглашены в небольшой эстрадный театр «The Hollywood Palace», хозяином которого был Дин Мартин. Представляя Стоунз, он сказал зрителям: «У них не такие уж длинные волосы. Просто лбы у них пониже, а брови повыше, чем у других». И далее, объявляя номер прыгуна с трамплина, он сообщил: «Это отец Роллинг Стоунз — с тех пор, как они появились на свет, он всё время пытается покончить с собой». «Просим на сцену Роллинг Стоунз». Обозреватель газеты «Time» написал: «Шоу-программа Дина Мартина очень напоминает старые телевизионные передачи, поскольку только для неё характерна непринуждённая спонтанность, которую телезрители наблюдали раньше». Известно, что после произошедшего известный американский певец и поэт-песенник Боб Дилан на обложке одного из своих альбомов написал: «Дин Мартин должен извиниться».
Известный гитарист Стив Ван Зандт рассказывал:

В 1964 году в Америку впервые приехали Rolling Stones. А Stones были для меня героями, как и для всех, кому Битлз представлялись пай-мальчиками. И вот Stones появились на телевизионном шоу Дина Мартина. Представляя их, Мартин издевался над ними, как мог. И многие потом писали об этом, дескать, как нехорошо — а я не понимаю, в чём драма. Дино был из старого мира, в который вторглись эти молодые, длинноволосые, шумные, безголосые, грязные, играющие мимо нот, имитирующие чёрных, панки-шпана. Дино работал всю жизнь, чтобы достичь своего положения. А тут — эти… Было совершенно естественно, что ему хотелось смешать их с грязью. Это как разборка на улице — а Дино сам был с улицы и мог справиться с чем угодно. Дино был представителем стиля, который окажется вечным, хотя после 1964 года выйдет из моды. Но это — неважно. Он был не просто крутейшим певцом своего легендарного поколения. Он просто был крутейшим — и точка. Он навсегда останется частью меня, ровно в той же степени, что и Rolling Stones.
— Стив Ван Зандт
Несмотря на то, что на телевидении Мартин имел репутацию человека, часто употребляющего алкогольные напитки, с годами артист кардинально изменил свой сценический образ. Вечеринкам с Синатрой и Дэвисом или распитию спиртного Мартин больше предпочитал чтение книг, игру в гольф или просмотр вестернов по телевизору. Комедийная актриса Филлис Дилер утверждает, что в действительности Мартин пил на сцене алкоголь, а не яблочный сок, как артист заверял аудиторию. Необычный цвет яблочного сока заставлял окружающих думать, что это виски. У Дина был отработанный приём: иметь пьяный вид, даже если он вовсе не пьян. Этот трюк имел свои преимущества. Если он действительно был пьян, все думали, что он притворяется. Дилер также отметила, что даже в состоянии алкогольного опьянения Мартин мог выглядеть абсолютно трезвым, однако артист всё же соблюдал установленные правила поведения, когда это было необходимо. По словам самого Мартина, этот трюк он позаимствовал у известного актёра и комика Джо Э. Льюиса, однако убедительная игра Дина в фильмах «И подбежали к нему» и «Рио Браво» привели к необоснованным обвинениям в алкоголизме.
«Рио Браво» — это вестерн режиссёра Говарда Хоукса. Мартин сыграл пьяницу, живущего в одном из небольших городков Рио Браво. Благодаря этому Мартин стал известен в качестве комедийного актёра. Эта роль была предельно рискованной для имиджа актёра, однако он без колебаний согласился. Актёрский риск Мартина не был напрасным: фильм признан одним из лучших в фильмографии актёра. В частном интервью 1978 года для журнала «Esquire» Мартин признался, что, хотя он любил сцену и с удовольствием выступал в ночных клубах, если бы его музыкальная карьера не сложилась, он хотел бы стать профессиональным игроком в гольф или бейсболистом.
В середине 1960-х Мартин исполнил главную роль и выступил сопродюсером четырёх серий фильма «Мэтт Хелм» (англ. Matt Helm) — фильм про контрразведчика-убийцу из ЦРУ, образ которого был создан писателем Дональдом Гамильтоном. В период с 1960 по 1993 год Гамильтон написал 27 романов о Хелме. По сюжету, главный герой работает на ЦРУ и убивает вражеских агентов. Действие цикла происходит во времена Холодной войны. В 1960—1970-е годы по книгам про Хелма было снято четыре фильма и один телесериал. В 1968 году Дин Мартин вступил в клуб мотоциклистов как супер-шпион и сердцеед Мэтт Хелм в пародии на Джеймса Бонда — «Сидящие в засаде». В 1969 году был запланирован фильм «Уничтожители» (англ. The Ravagers) с участием Шэрон Тэйт и Мартином в главной роли. Однако после убийства Шэрон членами группировки Чарльза Мэнсона фильм так и не был запущен.
К началу 1970-х шоу-программа Дина Мартина по-прежнему пользовалась успехом у телезрителей, и, хотя программа уже не входила в рейтинг «Top 40», одно имя Дина Мартина на афишах гарантировало успех казино и ночным клубам. Известно, что Мартин оставался единственным миноритарным акционером на лейбле RCA. К середине 1970-х Мартин принял решение уйти из шоу-бизнеса. В 1973—1974 годы Мартин практически не принимал участия в шоу. После закрытия шоу по инициативе телекомпании «NBC», в эфир вышла новая телевизионная программа «Dean Martin Celebrity Roast». Она выходила до 1984 года. Спустя 11 лет Мартин и «Крысиная стая» с успехом исполнили юмористические и сатирические монологи с участием таких знаменитостей, как Рональд Рейган, Хью Хефнер, Эд Макмахон, Уильям Конрад, Кирк Дуглас, Джордж Вашингтон, Бетт Дейвис и многими другими.
В 1972 году Мартин развёлся со своей второй супругой Джин. Спустя неделю после развода Мартин расторг контракт с гостиницей «Riviera». Причиной послужил отказ администрации казино удовлетворить просьбу Мартина выступать в «Riviera» только один вечер. Вскоре Дин получил приглашение выступить в известном гранд-отеле «MGM Grand Hotel» и подписал контракт на съёмки в трёх фильмах кинокомпании «MGM». В конце 1970-х Мартин открыл свой ночной клуб в Север Бэй Виллидж (штат Флорида). Клуб назывался «Дино» и располагался по соседству с клубом известного ресторатора Джелли Риццо. В течение почти десяти лет Мартин записывал четыре альбома в год для лейбла «Reprise Records». Свой последний альбом на лейбле «Reprise» Мартин записал в ноябре 1974 года. Альбом назывался «Once In A While» и был выпущен издателями лишь в 1978 году. В 1983 году вышел первый кантри-альбом Дина Мартина — «The Nashville Sessions». Единственным хитом с этой пластинки стала песня «(I Think That I Just Wrote) My First Country Song» (Думаю, что я написал свою первую кантри-песню). Позднее кавер-версию на неё записал известный певец Конвей Твитти. Следующий сингл «L.A. Is My Home/Drinking Champagne» был выпущен в 1985 году. Свою последнюю главную роль Мартин сыграл в фильме 1975 года «Господин Рикко». Поздние альбомы музыканта выпущены под лейблом «Warner Bros. Records».
1 декабря 1983 года Мартин был замешан в скандале. Во время игры в казино «Golden Nugget» в Атлантик Сити, Мартин и Синатра обвинили дилера и нескольких сотрудников казино в нарушении законов Нью-Джерси, так как дилер мешал карты вручную вместо использования специального башмака, как предусмотрено законом. Несмотря на то, что Синатра и Мартин дали ложные обвинительные показания в отношении работников казино, ни на одного из них не был наложен штраф контрольной комиссией казино. По прошествии времени «Golden Nugget» получили штраф в размере $25 тыс. Штраф оплатил Фрэнк Синатра, заявив при этом, что на нём лежит полная ответственность за случившееся. Синатра также признал, что причиной конфликта стали он сам и Дин Мартин. Вскоре после инцидента были уволены четверо сотрудников казино, крупье в казино, контролёр и распорядитель были временно отстранены от работы.

### Последние годы: 1984—1995
Постаревшие участники «Крысиной стаи» в последний раз появились вместе на экране в комедии Гонки «Пушечное ядро» 1984 года. В 1985 году вышел последний сингл Дина Мартина — «Since I Met You Baby», на который был снят первый и единственный видеоклип Дина Мартина, транслировавшийся на телеканале «MTV». Режиссёром клипа выступил младший сын Мартина, Риччи.
В 1988 году в рамках американского тура состоялась серия совместных концертов с бывшими коллегами по «Крысиной стае» Сэмми Дэвисом и Фрэнком Синатрой. Для зрителей этих концертов был выпущен сборник новых песен, изданный в 1989 году. В интервью для журнала «Look» Дин рассказывал: «Меня никогда не заботило, чего хочет Нью-Йорк, Голливуд и Лас-Вегас. Я пою для всех. И думаю, что то, что я делаю, нравится многим». В ноябре 1989 года Мартин принял участие в концерте, посвящённом 60-летию карьеры Сэмми Дэвиса. Смерть Дэвиса в мае следующего года подвела черту под историей коллектива, который олицетворял гламурный гедонизм Голливуда пятидесятых годов. Последние концерты Мартина состоялись в конце 1991 года в Лас-Вегасе («Bally’s Hotel»). Именно в этом отеле состоялось официальное примирение с Джерри Льюисом, приуроченное к 72-й годовщине со дня рождения Льюиса. В декабре 1990 года Дин Мартин выразил дружеские поздравления Фрэнку Синатре по случаю его 75-летия. В начале 1995 года Мартин удалился от общественной жизни.
На протяжении большей части жизни Дин был заядлым курильщиком. 16 сентября 1993 года ему поставили диагноз рак лёгких. От хирургического вмешательства Мартин отказался. Он умер от острой дыхательной недостаточности рождественским утром 25 декабря 1995 года в половине четвёртого утра у себя дома в Беверли-Хиллз, штат Калифорния, США в возрасте 78 лет. По свидетельствам очевидцев, за несколько часов перед смертью Дин пил красное вино и до двух часов ночи смотрел телевизор. В начале третьего ночи соседи услышали крики о помощи. Наутро актёр был найден мёртвым. По словам бывшей супруги Дина, Джин, она провела с ним весь вечер, однако эта информация официально не подтверждена.
Дин Мартин похоронен на Вествудском кладбище рядом со своей матерью и отцом. Поминальная служба прошла 28 декабря в часовне кладбища. На церемонии прощания и похоронах присутствовали самые близкие родственники, среди которых бывшие супруги актёра, его дети и коллеги, а также такие знаменитые артисты, как Джерри Льюис, Розмари Клуни, Ширли Маклейн, Тони Данца, Боб Ньюхарт, Чарли Шин, Чарльз Нельсон Рейли, Дороти Хэмилл, Дон Риклес и Роберт Стэк. Дин умер спустя 29 лет после смерти своей матери, Анджелы Крочетти, скончавшейся 25 декабря 1966 года. В память об артисте на Лас-Вегас-Стрип были потушены фонари. После смерти в 1995 году Мартин долгое время оставался вне сферы общественного внимания. Смерть Мартина стимулировала всплеск интереса к его музыке; вышло множество альбомов — как с известным материалом, так и не издававшиеся ранее работы, студийные версии и записи концертов. Биографии Дина посвящены книги: «Everybody Loves Somebody Sometime» (1974) Артура Маркса, «Dino: Living High in the Dirty Business of Dreams» (1992) Ника Тошеса, «Dean Martin: King of the Road» (2005) Майкла Фрилэнда.

## Частная жизнь, личность
Дин Мартин был женат три раза и имел семерых детей от трёх браков. Первая супруга Мартина — Бетти Макдоналд. Близкое окружение актёра неоднократно обвиняло Бетти в том, что она была плохой женой и матерью. Как выяснилось позже в приватной беседе, его жена страдала алкоголизмом и, будучи в непотребном состоянии накануне, была оставлена дома. До сих пор неизвестна истинная причина развода супружеской пары. Некоторые предполагают, что причиной явилась привязанность Бетти к алкоголю или же причиной стала супружеская неверность со стороны Мартина. После развода Мартин получил опеку над детьми. Как утверждает близкое окружение музыканта, после развода Бетти вела затворническую жизнь в Сан-Франциско. От этого союза родилось 4 ребёнка: Стивен Крэйг (1942), Клодия Дин (1944—2001), Барбара Гэйл (1945) и Диана (Дина) (1948).
1 сентября 1949 года Мартин женился во второй раз на Джин Биггер. По свидетельствам очевидцев, эффектную молодую женщину неоднократно наблюдали в зрительном зале во время концертных выступлений Мартина в то время, когда Дин ещё был женат на Бетти. Их брак с Джин продлился двадцать четыре года (1949—1973). От этого союза родилось трое детей: Пол (1951—1987), Риччи Джеймс (1953) и Джина Кэролайн (1956). После развода Дин сохранил тёплые дружеские отношения. Супруги часто советовались друг с другом по поводу различных семейных вопросов. Когда состояние здоровья Дина резко ухудшилось, Джин всячески поддерживала мужа, советуя ему воспринимать смерть как нечто естественное и неизбежное, а также шанс вновь встретиться с покойными родителями и трагически погибшим сыном Полом, который погиб в авиакатастрофе 21 марта 1987 года в возрасте 35 лет. В начале 1960-х Дин Пол Мартин организовал свою молодёжную рок-группу «Dino, Desi & Billy». В середине 1970-х музыкальной карьерой решил заняться второй сын Дина Мартина — Рикки Мартин. В 1977 году он выпустил альбом «Beached», в записи которого приняли участие Карл Уилсон и Деннис Уилсон.
Третьей супругой Мартина была двадцатишестилетняя Кэтрин Хоун. Свадебная церемония состоялась 25 апреля 1973 года. Хоун работала администратором в салоне красоты на Родео-Драйв, Беверли Хиллз. 10 ноября 1976 года супруги развелись. Брак с Кэтрин продлился три года. Мартин усыновил её дочь Сашу, но брак это не спасло. Скандальные подробности личной жизни голливудской звезды описываются в книге «Everybody Loves Somebody Sometime (Especially Himself)», написанной Артуром Марксом и изданной в 1974 году. Под конец жизни актёр вернулся к своей второй жене Джин, хотя они больше официально не расписывались. Дядей Мартина был известный американский комик Леонард Барр. Он принял участие в нескольких выпусках телевизионного шоу Дина Мартина. Недолгое время Мартин был помолвлен с Гэйл Реншоу, ставшей победительницей международного конкурса красоты «Мисс Мира 1969».
По воспоминаниям друзей артиста, Дин Мартин страдал клаустрофобией, неуютно чувствовал себя в лифтах и на крупных концертных площадках (по утверждению Фрэнка Синатры), поэтому любил Калифорнию — из-за подземных толчков там было мало высотных зданий. Даже в небоскрёбах Нью-Йорка Дин не пользовался лифтами и всегда поднимался по лестнице. Известен случай, который произошёл во время концерта Фрэнка и Дина, состоявшегося в одном из концертных залов Нью-Йорка. По свидетельствам очевидцев, Дин привёл Синатру в бешенство вопросом: «Фрэнк, что, чёрт возьми, мы здесь делаем?» (англ. Frank, what the hell are we doing up here?).
Друзья вспоминали, что Дин был весьма спокойным человеком, любившим смеяться и заставлявшим смеяться других. По их словам, иногда Дин любил побыть один и не многие могли понять, что его беспокоит и о чём он думает.

## Фильмография

### Актёрские работы
| Год  |   | Русское название                         | Оригинальное название                     | Роль                              |
| ---- | - | ---------------------------------------- | ----------------------------------------- | --------------------------------- |
| 1949 | ф | Моя подруга Ирма                         | My Friend Irma                            | Стив Лэрд                         |
| 1950 | ф | Дезертиры                                | At War with the Army                      | Вик Пиккинелли                    |
| 1951 | ф | Мой мальчик                              | That's My Boy                             | Билл Бейкер                       |
| 1952 | ф | Берегись, моряк                          | Sailor Beware                             | Эл Кроутерс                       |
| 1952 | ф | Лёгкая растяжка                          | Jumping Jacks                             | Чик Аллен                         |
| 1952 | ф | Дорога на Бали                           | Road to Bali                              | мужчина во сне Латы               |
| 1952 | ф | Марионетка                               | The Stooge                                | Билл Миллер                       |
| 1953 | ф | Напуганные до смерти                     | Scared Stiff                              | Ларри Тодд                        |
| 1953 | ф | Кэдди                                    | The Caddy                                 | Джо Энтони                        |
| 1953 | ф | Деньги из дома                           | Money from Home                           | Герман Нельсон                    |
| 1954 | ф | Прожигая жизнь                           | Living It Up                              | Стив Харрис                       |
| 1954 | ф | Три круга цирка                          | 3 Ring Circus                             | Питер Нельсон                     |
| 1955 | ф | Художники и модели                       | Artists and Models                        | Рик Тодд                          |
| 1955 | ф | Нельзя быть слишком молодым              | You're Never Too Young                    | Боб Майлз                         |
| 1956 | ф | Голливуд или пропал                      | Hollywood or Bust                         | Стив Вайли                        |
| 1956 | ф | Кореши                                   | Pardners                                  | Силм Моузли ст./Силм Моузли млад. |
| 1958 | ф | Молодые львы                             | The Young Lions                           | Майкл Вайткер                     |
| 1958 | ф | И подбежали они                          | Some Came Running                         | Бама Диллерт                      |
| 1959 | ф | Рио Браво                                | Rio Bravo                                 | Дино                              |
| 1959 | ф | Карьера                                  | Career                                    | Морис Новак                       |
| 1960 | ф | Кто была та леди?                        | Who Was That Lady?                        | Майкл Хейни'                      |
| 1960 | ф | Звонят колокола                          | Bells Are Ringing                         | Джеффри Мосс                      |
| 1960 | ф | Одиннадцать друзей Оушена                | Ocean’s Eleven                            | Сэм Хармон                        |
| 1961 | ф | Всей работы на одну ночь                 | All in a Night's Work                     | Тони Райдер                       |
| 1961 | ф | Ада                                      | Ada                                       | Бо Гиллз                          |
| 1962 | ф | Что-то должно случиться                  | Something's Got to Give                   | Николас «Ник» Арден               |
| 1962 | ф | Три сержанта                             | Sergeants 3                               | Сержант Чип Дил                   |
| 1962 | ф | Дорога в Гонконг                         | The Road to Hong Kong                     | камео                             |
| 1962 | ф | У кого есть акция?                       | Who's Got the Action?                     | Стив Флуд                         |
| 1963 | ф | Приди и протруби в свой рог              | Come Blow Your Horn                       | The Bum                           |
| 1963 | ф | Игрушки на чердаке                       | Toys in the Attic                         | Джулиан Бернирс                   |
| 1963 | ф | Четверо из Техаса                        | 4 for Texas                               | Джо Джаррет                       |
| 1963 | ф | Кто спал в моей кровати?                 | Who's Been Sleeping in My Bed?            | Джейсон Стил                      |
| 1964 | ф | Что за путь!                             | What a Way to Go                          | Леонард Кроули                    |
| 1964 | ф | Робин и 7 гангстеров                     | Robin and the 7 Hoods                     | Литл Джон                         |
| 1964 | ф | Поцелуй меня, глупенький                 | Kiss Me, Stupid                           | Дино                              |
| 1965 | ф | Сыновья Кэти Элдер                       | The Sons of Katie Elder                   | Том Элдер                         |
| 1965 | ф | Свадьба на скалах                        | Marriage on the Rocks                     | Эрни Бревер                       |
| 1965 | ф | Глушители                                | The Silencers                             | Мэтт Хелм                         |
| 1966 | ф | Техас за рекой                           | Texas Across the River                    | Сэм Холлис                        |
| 1966 | ф | Закоулок убийц                           | Murderers' Row                            | Мэтт Хелм                         |
| 1967 | ф | Трудная ночь в Джерико                   | Rough Night in Jericho                    | Алекс Флуд                        |
| 1967 | ф | Сидящие в засаде                         | The Ambushers                             | Мэтт Хелм                         |
| 1967 | ф | Как спасти брак (И разрушить свою жизнь) | How to Save a Marriage and Ruin Your Life | Дэвид Слоэн                       |
| 1968 | ф | Бандольеро                               | Bandolero!                                | Ди Бишоп                          |
| 1968 | ф | Пятикарточный Стад-покер                 | 5 Card Stud                               | Ван Морган                        |
| 1969 | ф | Команда разрушителей                     | The Wrecking Crew                         | Мэтт Хелм                         |
| 1970 | ф | Аэропорт                                 | Airport                                   | Вернон Димарест                   |
| 1971 | ф | Кое-что большое                          | Something Big                             | Джо Бейкер                        |
| 1973 | ф | Разборка                                 | Showdown                                  | Билл Месси                        |
| 1975 | ф | Мистер Рикко                             | Mr. Ricco                                 | Джо Рикко                         |
| 1981 | ф | Гонки «Пушечное ядро»                    | The Cannonball Run                        | Джейми Блейк                      |
| 1984 | ф | Гонки «Пушечное ядро» 2                  | Cannonball Run 2                          | Джейми Блейк                      |
| 1984 | ф | Трагедия у алтаря                        | Terror in the Aisles                      | архивные фото                     |

## Память
Песни Дина Мартина часто использовались в фильмах и телесериалах. В рекламе Budweiser, транслируемой во время решающей игры Национальной футбольной лиги Супер Боул XLI используется песня «Ain’t that a Kick in the Head?». Такие хиты, как «That’s Amore», «Ain’t That A Kick in the Head», «Sway» и «визитная карточка» Мартина «Everybody Loves Somebody» вошли в саундтрек к фильмам:
- «Бронксская история»
- «Взрыв из прошлого»
- «Славные парни»
- «Казино»
- «Вернись ко мне»
- «Секреты Лос-Анджелеса»
- «Расплата»
- «Миссия невыполнима: Протокол Фантом»
- «Хичкок (фильм, 2012)»

### Телесериалы
- «Белый воротничок»
- «Друзья»
- «Доктор Хаус»
- «Американский папаша!»
- «Западное крыло»
- «Клан Сопрано»

### Видеоигры
- Fallout: New Vegas
- The Godfather: The Game
- The Godfather II
- Mafia II
- GTA V
- Tony Hawk's. Pro Skater 4
- Atomfall

В 1996 году в родном городе Мартина Стюбенвилле (Огайо) его именем был назван бульвар. Там же ежегодно проводится «Фестиваль имени Дина Мартина», в котором принимают участие близкие родственники актёра, друзья, интерпретаторы и известные эстрадные артисты, большинство из которых по происхождению итальянцы.
В 2004 году семья Мартина представила слушателям новый музыкальный альбом «Dino: The Essential Dean Martin». Альбом вошёл в «десятку лучших» альбомов на сайте iTunes. В течение недели, заканчивая 23 декабря 2006 песня, исполненная дуэтом Дина Мартина и Мартины Макбрайд «Baby, It’s Cold Outside» занимала 7-е место в хит-параде «R&R AC» и 36-е место в хит-параде «R&R Country chart». При жизни таких результатов артист достиг лишь в 1965 году с песней «I Will», занявшей 10-е место в музыкальном хит-параде.
В 2007 году был выпущен первый в дискографии Дина Мартина альбом-дуэтов, получивший название «Forever Cool». Альбом выпущен под лейблом Capitol/EMI. В дуэте с Мартином спели Кевин Спейси, Шелби Линн, Джосс Стоун, Big Bad Voodoo Daddy, Робби Уильямс, Макбрайд и другие.
В 2008 году в городе Ранчо-Мираж, штат Калифорния появилась улица Дина Мартина.
В феврале 2009 году Мартину была посмертно присуждена премия «Грэмми» в категории «За жизненные достижения». На церемонии вручения премии присутствовали четверо из ныне живущих детей Дина Мартина: Гейл, Диана, Риччи и Джин. В 2009 году имя Дина Мартина включили в Зал славы Хит-парада.
21 февраля 2009 посмертно выпущенный альбом «Amore!» достиг лидирующей позиции № 1 в еженедельном музыкальном хит-параде «Биллборд» Top Pop Catalog Albums.
Мартин — персонаж игровых автоматов из серии «Оргия Дина Мартина». В саундтреке к игре использованы несколько песен Дина Мартина.
На площадке перед знаменитым Китайским театром Граумана в цементе сохранились отпечатки Дина Мартина. Церемония состоялась в 1964 году. На Голливудской «Аллее славы» установлены три звезды имени Дина Мартина:
| Год  | Адрес                 | Категория                        |
| ---- | --------------------- | -------------------------------- |
| 1980 | 6519 Голливудский б-р | За вклад в киноиндустрию         |
| 1986 | 1617 Вайн-стрит       | За вклад в индустрию звукозаписи |
| 1988 | 6651 Голливудский б-р | За вклад в развитие телевидения  |

## Дискография
| Год  | Альбом                             | Фирма                | Самые верхние позиции в чартах | Самые верхние позиции в чартах | Самые верхние позиции в чартах | Самые верхние позиции в чартах | Сертификация | Сертификация   |  |
| Год  | Альбом                             | Фирма                | США                            | Великобритания                 | Австрия                        | Новая Зеландия                 | США          | Великобритания |  |
| ---- | ---------------------------------- | -------------------- | ------------------------------ | ------------------------------ | ------------------------------ | ------------------------------ | ------------ | -------------- |  |
| 1953 | Dean Martin Sings                  | Capitol              | —                              | —                              | —                              | —                              |              |                |  |
| 1956 | Swingin' Down Yonder               | Capitol              | —                              | —                              | —                              | —                              |              |                |  |
| 1957 | Pretty Baby                        | Capitol              | —                              | —                              | —                              | —                              |              |                |  |
| 1958 | This Is Dean Martin                | Capitol              | —                              | —                              | —                              | —                              |              |                |  |
| 1959 | Sleep Warm                         | Capitol              | —                              | —                              | —                              | —                              |              |                |  |
| 1959 | A Winter Romance                   | Capitol              | —                              | —                              | —                              | —                              |              | Серебряный     |  |
| 1961 | This Time I'm Swingin'!            | Capitol              | —                              | 18                             | —                              | —                              |              |                |  |
| 1962 | Dino: Italian Love Songs           | Capitol              | —                              | —                              | —                              | —                              |              |                |  |
| 1962 | Cha Cha de Amor                    | Capitol              | —                              | —                              | —                              | —                              |              |                |  |
| 1963 | Dean Martin Sings/Sinatra Conducts | Capitol              | —                              | —                              | —                              | —                              |              |                |  |
| 1964 | Hey, Brother, Pour the Wine        | Capitol              | —                              | —                              | —                              | —                              |              |                |  |
| 1964 | Everybody Loves Somebody           | Reprise              | 2                              | —                              | —                              | —                              | Золотой      |                |  |
| 1965 | The Best of Dean Martin            | Capitol              | —                              | —                              | —                              | —                              |              |                |  |
| 1965 | Houston                            | Capitol              | 11                             | —                              | —                              | —                              | Золотой      |                |  |
| 1965 | The Door Is Still Open to My Heart | Capitol              | 9                              | —                              | —                              | —                              | Золотой      |                |  |
| 1965 | Holiday Cheer                      | Capitol              | —                              | —                              | —                              | —                              |              |                |  |
| 1967 | The Dean Martin Deluxe Set         | Capitol              | —                              | —                              | —                              | —                              |              |                |  |
| 1967 | At Ease With Dean                  | Capitol              | —                              | 35                             | —                              | —                              |              |                |  |
| 1967 | Welcome to My World                | Hip-O Select         | 20                             | —                              | —                              | —                              | Золотой      |                |  |
| 1968 | Gentle on My Mind                  | Capitol              | 14                             | 9                              | —                              | —                              | Золотой      |                |  |
| 1968 | Somewhere There’s a Someone        | Reprise              | 40                             | —                              | —                              | —                              | Золотой      |                |  |
| 1969 | The Best Of Dean Martin, Vol. 1    | Capitol              | —                              | 40                             | —                              | —                              | Золотой      |                |  |
| 1970 | My Woman My Woman My Wife          | Hip-O Select         | 97                             | —                              | —                              | —                              |              |                |  |
| 1971 | White Christmas                    | MFP                  | —                              | 45                             | —                              | —                              |              |                |  |
| 1972 | Dino                               | Hip-O                | 117                            | —                              | —                              | —                              |              |                |  |
| 1976 | 20 Original Dean Martin Hits       | Reprise              | —                              | 7                              | —                              | —                              |              | Золотой        |  |
| 1983 | The Nashville Sessions             | Warner Bros. Records | 49                             | —                              | —                              | —                              |              |                |  |
| 1999 | The Capitol & Reprise Years        | EMI                  | —                              | 5                              | 4                              | 1                              | Золотой      | Платиновый     |  |
| 2002 | Love Songs                         | EMI                  | —                              | 24                             | —                              | 22                             |              | Серебряный     |  |
| 2004 | The Essential Dean Martin          | MGM                  | 28                             | 25                             | 53                             | —                              | Золотой      | Серебряный     |  |
| 2005 | Live from Las Vegas                | Capitol              | —                              | —                              | —                              | —                              |              |                |  |
| 2007 | Forever Cool                       | Capitol              | 39                             | —                              | 6                              | —                              |              |                |  |
| 2010 | That's Amore                       | EMI                  | —                              | 23                             | —                              | —                              |              |                |  |

## Награды и номинации

### Победы
- Золотой глобус
  - 1967 — Лучший актёр в комедийном шоу («Шоу Дина Мартина»)

### Номинации
- Золотой глобус
  - 1968 — Лучшая мужская роль в комедии или мюзикле («Кто была эта леди?»)
  - 1968 — Лучший актёр в комедийном шоу («Шоу Дина Мартина»)
  - 1969 — Лучший актёр в комедийном шоу («Шоу Дина Мартина»)
  - 1970 — Лучший актёр в комедийном шоу («Шоу Дина Мартина»)
- Эмми
  - 1968 — Лучший комедийный актёр (с Джерри Льюисом)